# Modelul cromatic RGA

Amestecul culorilor primare roșu-galben-albastru

Modelul cromatic roșu-galben-albastru (abreviat RGA) este, din punct de vedere istoric, un set de culori folosit pentru combinația culorilor prin estompare și este cel mai adesea utilizat ca set de culori primare. Aceste culori au fost folosite prima dată în această combinație, în artă și educația artistică, respectiv în mod particular, în pictură.
Aceasta abordare precede teoria modernă, științifică, a culorilor, care a demonstrat că magenta, galben și cyan compun cel mai bun set de trei coloranți apți a se combina, pentru că dau cea mai largă gamă cromatică de culori intense.
Roșu poate fi produs prin amestecarea culorilor magenta și galben, albastru poate fi produs prin amestecarea culorilor cyan și magenta și verde poate fi produs prin amestecarea culorilor galben și cyan. În modelul de RGA, roșu ține loc de magenta și albastru înlocuiește cyan.
Cu toate acestea, reproducerea întregii game coloristice percepută de ochiul uman din trei culori primare, fie într-o manieră aditivă (prin suprapunere) sau substractivă (prin estompare), în general nu este posibilă; a se vedea gamut pentru mai multe informații.

## Discul culorilor
RGA (roșu–galben–albastru) alcătuiesc triada primară de culori din paleta unui artist obișnuit. Violet–portocaliu–verde sunt culori secundare și alcătuiesc o altă triadă. Triadele sunt formate din 3 culori echidistante pe un disc al culorilor. Alte discuri de culori au ca reprezentare modelul cu lumină (RGB) și modelul pentru tipărire (CMYK).

## Istoric
| Imagine indisponibilă                 |  | Imagine indisponibilă |
| Discul culorilor roșu-galben-albastru |  |                       |

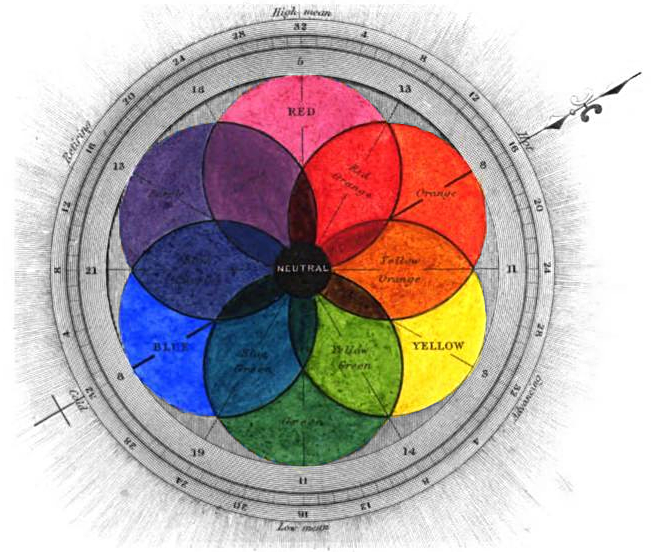
An RYB color chart from George Field's 1841 Chromatography; or, A treatise on colours and pigments: and of their powers in painting showing a red close to magenta and a blue close to cyan, as is typical in printing.

În experimentele sale cu lumina, Isaac Newton și-a dat seama că anumite culori ar putea fi create prin amestecul unor culori primare. În Opticks, Newton a publicat o paleta de culori, sub formă de disc, pentru a demonstra relația  geometrică dintre aceste culori primare. Această diagramă a fost mai târziu confundată și greșit înțeleasă ca fiind aplicabilă de asemenea și la pigmenți,. Newton a fost însă  conștient de diferențele dintre culorile obținute prin amestecare aditivă (prin suprapunere) și substractivă (estompare).
Modelul RGA a fost folosit pentru tipărire, de Jacob Christoph Le Blon, încă din anul 1725.
În secolul al XVIII-lea, culorile primare RGA au devenit baza teoriilor de percepție a culorilor, ca și calități fundamentale senzoriale ce presupun amestecul atât în percepția fizică a culorilor cât și în amestecul fizic de pigmenți sau coloranți. Aceste teorii au fost îmbunătățite prin investigații încă din secolul al XVIII-lea datorită varietății de efecte pur psihologice ale culorilor, în special datorită contrastului prin "complementaritate", acele nuanțe opuse care sunt obținute prin culoarea fundalului sau a umbrelor contrastante, în contra-lumină. Aceste idei și multe observații personale despre culori au fost rezumate în două documente fundamentale din teoria culorilor: Teoria Culorilor  (1810) a poetului și ministrului german Johann Wolfgang von Goethe, și Legea contrastului simultan de culoare (1839) a industriașului chimist francez Michel Eugène Chevreul.
Pictorii au folosit mult timp mai mult de trei culori primare în paletele lor, la un moment dat considerându-se ca și culori primare: roșu, galben, albastru și verde. Roșu, galben, albastru și verde sunt încă considerate cele patru culori psihologice primare. În alte cazuri, roșu, galben și albastru au fost considerate ca cele trei culori psihologice primare, adăugându-se alb și negru ca a patra și a cincea culoare psihologică.
Cyan, magenta și galben sunt culori primare asociate cu CMYK, în procesul de tipărire, cunoscut ca "procesul albastru", "proces roșu",  și "procesul galben".

## Întelegerea modernă a teoriei culorilor
Începând cu Goethe, a fost din ce în ce mai clar de înțeles că, combinarea luminii colorate în ochi este un proces total diferit de amestecarea coloranților sau pigmenților. 
Ulterior, oamenii de știință germani și englezi au stabilit în secolul al XIX-lea că percepția culorilor este cel mai bine descrisă în termenii unui alt set de culori primare: roșu, verde și albastru (RGB), modelat prin amestecul prin suprapunere (aditiv), mai degrabă decât cel prin estompare (substractiv), prin combinarea a trei lumini monocromatice, cunoscute sub numele de culori spectrale. În mod tradițional culoarea, în sens larg, "roșu" referită prin această teorie, este frecvența joasă (sau lungimea de undă mare) de la sfârșitul spectrului vizibil. Acesta nu este neapărat aceeași nuanță, chimică (cum ar fi spus George Field) sau pictoricească, de "roșu", deoarece experiența chimiștilor sau pictorilor a fost centrată pe pigmenți, nu pe spoturi de lumină. În mod similar, albastru standard modern este doar una dintre diferitele nuanțe tradiționale descrise ca "albastru". Prin urmare, este necesară o atentă înțelegere a culorilor exacte pe care unii autori mai vechi le-au folosit în modelele vremii lor.
Astăzi orice culoare poate fi reprodusă exact, ori de câte ori, prin compoziția în proporții cunoscute a culorilor primare specifice, în funcție de domeniul de aplicare: la coloranți și vopsele într-un fel, în televiziune, computere sau videotelefonie - unde se folosesc ecrane emitente de lumină colorată - în alt fel și evident în procesul de tipărire în mod total diferit de primele două.

## Vezi și
- Modelul de culoare RGB
- Modelul de culoare CMYK